# 텔토 슈타트역
텔토 슈타트역(Bahnhof Teltow Stadt)은 브란덴부르크주 텔토의 도심에서 약 500 m 동쪽으로 떨어진 베를린 S반의 철도역이다. 말로어 슈트라세(Mahlower Straße)가 이 역 위를 도로교로 지나가며, 도로와 이어지는 계단과 엘리베이터가 설치되어 있다. 역 자체는 포츠담미텔마르크군에 설치되어 있으나 텔토플레밍군의 경계와 인접해 있다. 텔토역은 이 역에서 남동쪽으로 약 2 km 떨어져 있다.
개통 이후 S25 운행 계통이 20분 배차 간격으로 운행했다. 2011년 7월부터 주간 배차간격이 10분으로 감소했고, S반 시간표에 따라서 버스 운행이 조정되면서 평일 일간 승객 수가 2008년 3,200명에서 2012년 7,000명으로 증가했다.

## 인접 정차역
역 출입구 근처에 버스 정류장이 있으며, 포츠담, 슈탄스도르프, 클라인마흐노, 루트비히스펠데, 블랑켄펠데, 말로, 베를린 시내 방면 버스가 정차한다. 역 서쪽에 P&R 주차장이 있다.
| 베를린 S반                          | 베를린 S반 | 베를린 S반 |
| ----------------------------------- | ---------- | ---------- |
| 리히터펠데 쥐트 헤니히스도르프 방면 | S25        | 시·종착역  |
| 리히터펠데 쥐트 블랑켄부르크 방면   | S26        | 시·종착역  |